# 鲁班路
鲁班路，是中华人民共和国上海市的一條南北干道，曾是原卢湾区和原南市区的分界线。北起徐家汇路重庆南路，南至黄浦江边，全长1997公尺（一说2020公尺），筑于1914年，以中国历史上的工匠鲁班命名。